# Badile (Zibido San Giacomo)
Badile (Badìl in dialetto milanese) è una frazione del comune italiano di Zibido San Giacomo, posta lungo il Naviglio Pavese a nordest del centro abitato. Fu un comune autonomo fino al 1841.

## Storia
Badile era un piccolo centro abitato del milanese di antica origine, e confinava con Moirago a nord, Basiglio ad est, Lacchiarella a sud, e Vigonzino e Zibido San Giacomo ad ovest, molti dei suoi fondi agricoli, già dal 1396, erano stati concessi da Gian Galeazzo alla Certosa di Pavia. Al censimento del 1751 la località fece registrare 150 residenti, e risultava sede di parrocchia.
In età napoleonica, nel 1805, la popolazione era salita a 209 unità, ma nel 1809 il Comune di Badile venne soppresso ed aggregato a quello di Moirago, a sua volta annesso a San Pietro Cusico nel 1811; tutti i centri recuperarono comunque l'autonomia nel 1816, in seguito all'istituzione del Regno Lombardo-Veneto, seppur venendo spostati in Provincia di Pavia.
Furono in seguito gli stessi governanti tedeschi a riconoscere la necessità di una razionalizzazione della rete amministrativa della zona, e quindi il municipio fu definitivamente soppresso dagli austriaci il 17 gennaio 1841, venendo annesso alla vicina Vigonzino, a sua volta successivamente confluita nel territorio comunale di Zibido.
Nel 1965 la frazione venne ceduta dal comune di Zibido San Giacomo al comune di Binasco, su richiesta dei suoi stessi cittadini, per poi, successivamente, tornare ad essere una frazione del comune di Zibido San Giacomo.

## Monumenti e luoghi d’interesse

### Architetture religiose
La Chiesa della Natività di Maria è sede di una parrocchia pluri-centenaria. 

## Infrastrutture e trasporti
Fra il 1880 e il 1936 la località ospitò una fermata della tranvia Milano-Pavia.e ora sono presenti 4 fermate autobus Autoguidovie,STAR Mobility e Stav